# Dalton Tagelagi
Dalton Tagelagi (5 giugno 1968) è un politico e sportivo niueano, Premier di Niue dall'11 giugno 2020.

## Biografia
Tagelagi è il figlio di Sam Pata Emani Tagelagi, primo speaker dell'Assemblea di Niue dal 1976 al 1993.
Gareggiò per Niue nello sport bowls nei XX Giochi del Commonwealth del 2014 e nuovamente nei XXI Giochi del Commonwealth del 2018.

### Carriera politica
Tagelagi venne eletto all'Assemblea di Niue per la prima volta nelle elezioni del 2008. A seguito delle elezioni del 2014, venne nominato Ministro delle infrastrutture nel governo di Toke Talagi. Rieletto alle elezioni del 2017, viene successivamente scelto come Ministro per l'ambiente, le risorse naturali, l'agricoltura, la selvicoltura e la pesca.
Rieletto nelle elezioni del 2020, venne scelto come Premier dall'Assemblea di Niue con 13 voti contro i 7 per la sfidante O'Love Jacobsen.